# Beverlo
Beverlo és un antic municipi de Bèlgica.
Durant l'antic règim pertanyia al «País de Ham» un feu del comtat de Loon i després al principat de Lieja. L'església depenia del capítol de Sant Lambert de Lieja. La reforma administrativa durant l'ocupació francesa (1795-1814) va fer-ne un municipi el 1795. Després de la desfeta francesa a Waterloo del 1815 va passar al Regne Unit dels Països Baixos i el 1830 (1839) a Bèlgica, a la província de Limburg. El 1835 s'hi va crear una caserna i camp militar, que més tard va esdevenir el municipi independent de Leopoldsburg. Durant la Segona Guerra Mundial el 12 de maig del 1944 va sofrir un bombardeig intensiu per les forces britàniques que haurien confós el poble amb el camp militar del mateix nom, on hi havia milers de soldats alemanys. A més dels danys materials, vuitanta civils hi van perdre la vida.
Té estació de ferrocarril i una connexió amb la xarxa de les vies navegables pel Canal de Beverlo, avui principalment utilitzat per a la navegació recreatiu. Beverlo va perdre la seva independència quan va fusionar amb Beringen el 1977. Des de la reforma de l'estat del 1980 fa part de la regió flamenca.
El nom d'origen franc significa bosc a un turó arenós (-lo) dels castors (bever). El primer esment escrit bueurlo data del 1186.

## Punts d'interès
- El port esportiu a finals del canal
- El Museu dels Baròmetres (col·lecció privada d'èquip meteorològic)
- La festa major el 14 i 15 d'agost
- Església de Lambert de Lieja (1784)